# 航空騎兵物語
『航空騎兵物語』（こうくうきへいものがたり）は、1988年にSNKが開発したアーケードゲーム。海外版のタイトルは『Chopper I』。

## 概要
縦画面の縦スクロールシューティングゲームである。全12エリア構成で､操作系は8方向レバー＋2ボタンからなる。
プレイヤー自機はヘリコプターで、現代戦争をモチーフとしたデザインがされている。
ボムを使用するシステムを搭載。BGMは田中敬一が作曲している。
採用されている音源チップはYM3812とY8950である。